# Nick Taylor (golfer)
Nick Taylor (Winnipeg, 17 april 1988) is een Canadese golfprofessional. Hij debuteerde in 2013 op de PGA Tour.

## Loopbaan
Taylor werd geboren in Winnipeg, Manitoba, en groeide op in Abbotsford, Brits-Columbia. Hij golft nog steeds op de Canadese golfclub Ledgeview Golf & Country Club. Later studeerde hij af in de Universiteit van Washington.
In 2007 won hij als golfamateur het Canadian Amateur Championship. In 2008 kwalificeerde hij zich als golfamateur voor het US Open en het RBC Canadian Open. In 2009 kwalificeerde hij opnieuw voor het US Open.
In 2010 werd Taylor golfprofessional en maakte hij zijn debuut op de Canadese PGA Tour. Hij bleef daar golfen tot 2013 en eindigde op de zevende plaats op de Order of Merit in 2013. Met de zevende plaats plaatste hij zich voor de laatste ronde van de Web.com Tour qualifying school, waar hij als elfde eindigde en een speelkaart kreeg voor het seizoen 2013/14 van de PGA Tour. Op 9 november 2014 behaalde hij zijn eerste zege door het Sanderson Farms Championship te winnen.

## Prestaties

### Amateur
- 2006: Canadian Junior Champion
- 2007: Canadian Amateur Championship
- 2009: Sahalee Players Championship

### Professional
PGA Tour
| Nr. | Datum           | Toernooi                     | Score           | Score | Info            |
| --- | --------------- | ---------------------------- | --------------- | ----- | --------------- |
| 1   | 9 november 2014 | Sanderson Farms Championship | 67-69-70-66=272 | –16   | Eerste profzege |

## Teamcompetities
Amateur
- Eisenhower Trophy ( CAN): 2008
- Four Nations Cup ( CAN): 2009 (winnaars)